# Abderramão V
Abderramão V (em árabe: عبد الرحمن بن هشام المستظهر بالله; romaniz.: ʿAbd al-Raḥmān ibn Hishām al-Mustaẓhir bi-llāh), dito Muzazir, foi o décimo-quarto califa de Córdova, o décimo pertencente à Dinastia omíada (sendo que três deles ocuparam o trono por dois períodos), entre 1023 e 1024, ano da sua morte.

## História
Abderramão era irmão de Maomé II, o quarto califa de Córdova, tendo sido eleito em 2 de dezembro de 1023, altura em que o habitantes de Córdova decidiram expulsar do trono a dinastia hamúdida, na altura representada por Alcacim Almamune, e substituí-la pela omíada, que consideravam legítima.
Convertido numa autêntica marioneta pelas várias facções que pululavam na capital do califado, Abderramão V, que adoptou o título de "Almostazir Bilá (al-Mustaẓhir bi-llāh, "O que implora o socorro de Alá"), foi incapaz de sufocar os constantes distúrbios. O seu reinado durou apenas dois meses e meio, já que em 17 de janeiro de 1024 foi executado no decurso de motins que assolaram a cidade por ordem do seu primo  Maomé III, a quem os amotinados tinham proclamado como novo califa.